# SNAP29
SNAP29 (англ. Synaptosome associated protein 29) – білок, який кодується однойменним геном, розташованим у людей на короткому плечі 22-ї хромосоми. Довжина поліпептидного ланцюга білка становить 258 амінокислот, а молекулярна маса — 28 970.
| 10         |  | 20         |  | 30         |  | 40         |  | 50         |
| ---------- |  | ---------- |  | ---------- |  | ---------- |  | ---------- |
| MSAYPKSYNP |  | FDDDGEDEGA |  | RPAPWRDARD |  | LPDGPDAPAD |  | RQQYLRQEVL |
| RRAEATAAST |  | SRSLALMYES |  | EKVGVASSEE |  | LARQRGVLER |  | TEKMVDKMDQ |
| DLKISQKHIN |  | SIKSVFGGLV |  | NYFKSKPVET |  | PPEQNGTLTS |  | QPNNRLKEAI |
| STSKEQEAKY |  | QASHPNLRKL |  | DDTDPVPRGA |  | GSAMSTDAYP |  | KNPHLRAYHQ |
| KIDSNLDELS |  | MGLGRLKDIA |  | LGMQTEIEEQ |  | DDILDRLTTK |  | VDKLDVNIKS |
| TERKVRQL   |  |            |  |            |  |            |  |            |

A: Аланін

D: Аспарагінова кислота

E: Глутамінова кислота

F: Фенілаланін

G: Гліцин

H: Гістидин

I: Ізолейцин

K: Лізин

L: Лейцин

M: Метіонін

N: Аспарагін

P: Пролін

Q: Глутамін

R: Аргінін

S: Серин

T: Треонін

V: Валін

W: Триптофан

Кодований геном білок за функцією належить до фосфопротеїнів. 
Задіяний у таких біологічних процесах, як транспорт, транспорт білків, автофагія, біогенез та деградація війок. 
Локалізований у клітинній мембрані, цитоплазмі, мембрані, клітинних відростках, війках, цитоплазматичних везикулах, апараті гольджі.